# 평균 동맥압
의학에서 평균 동맥압(mean arterial pressure, MAP)은 단일 심장 주기 동안 개인의 평균 계산 혈압이다. MAP를 추정하는 방법은 다양하지만 일반적인 계산은 맥압(수축기압과 확장기압의 차이)의 1/3을 취하고 그 양을 확장기압에 더하는 것이다. 정상적인 MAP는 약 90 mmHg이다.
평균동맥압 = 확장기압 + ⁠(수축기압 - 확장기압)/3⁠
MAP은 심장산출량과 전신 혈관 저항에 의해 변화된다.

## MAP 추정

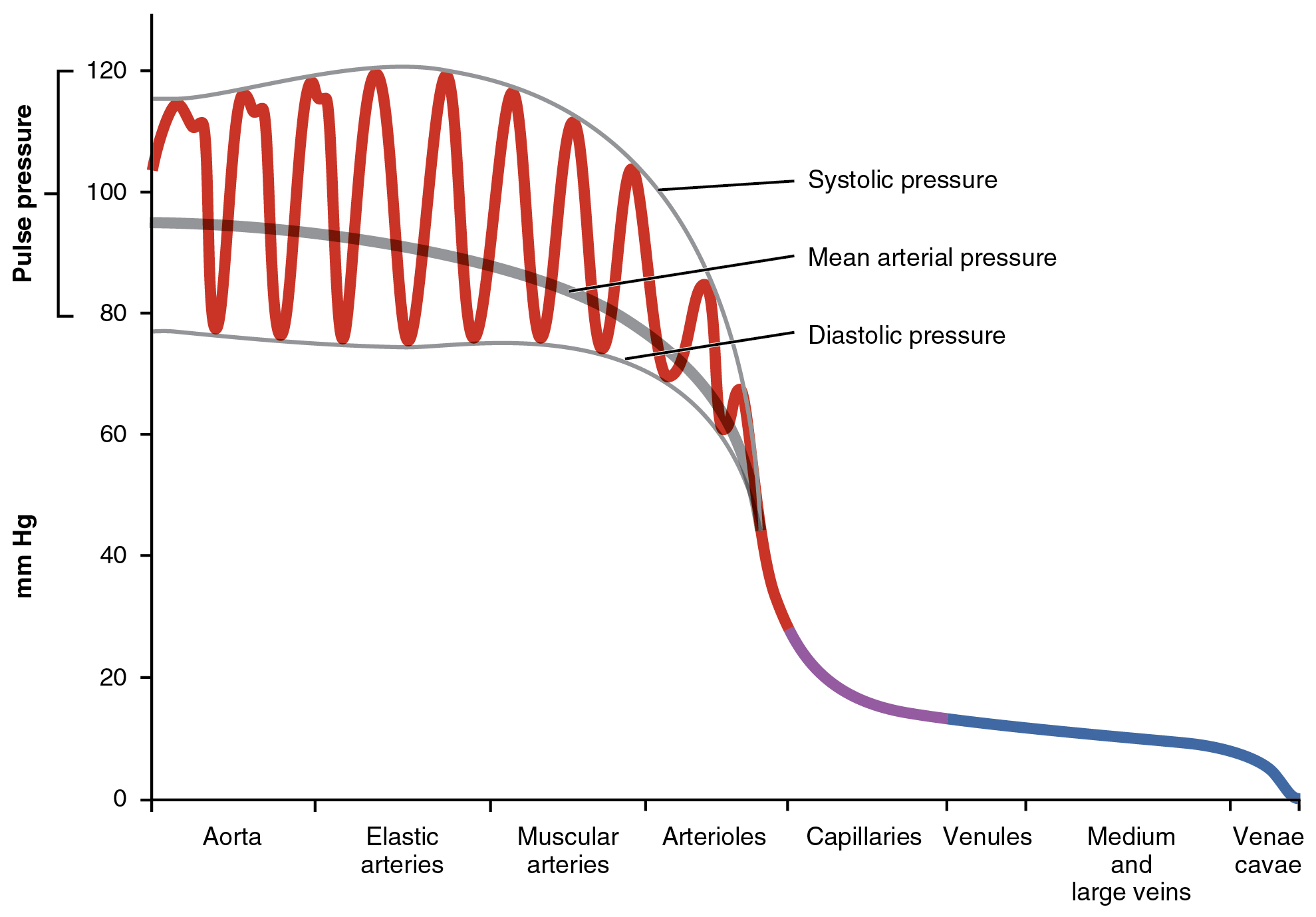
혈관의 수축기 및 이완기 압력에 대한 평균 동맥압

MAP은 침습적 모니터링으로만 직접 측정할 수 있지만, 낮은(이완기) 혈압을 두 배로 늘려 높은(수축기) 혈압에 더한 다음 합성 합계를 3으로 나누어 MAP을 추정하는 공식을 사용하여 추정할 수 있다.
{\displaystyle MAP\approx (2DP+SP)/3=(2/3)DP+(1/3)SP}
따라서 평균 동맥압을 추정하는 일반적인 방법은 이완기 혈압에 더한 맥박압의 1/3을 취하는 것이다.
{\displaystyle MAP\approx DP+1/3(SP-DP)}
여기서:
- DP = 이완기 혈압
- SP = 수축기 혈압
- MAP = 평균 동맥압

수축기 혈압에서 이완기 혈압을 뺀 것이 맥박압이 되며, 이를 대입할 수 있다.

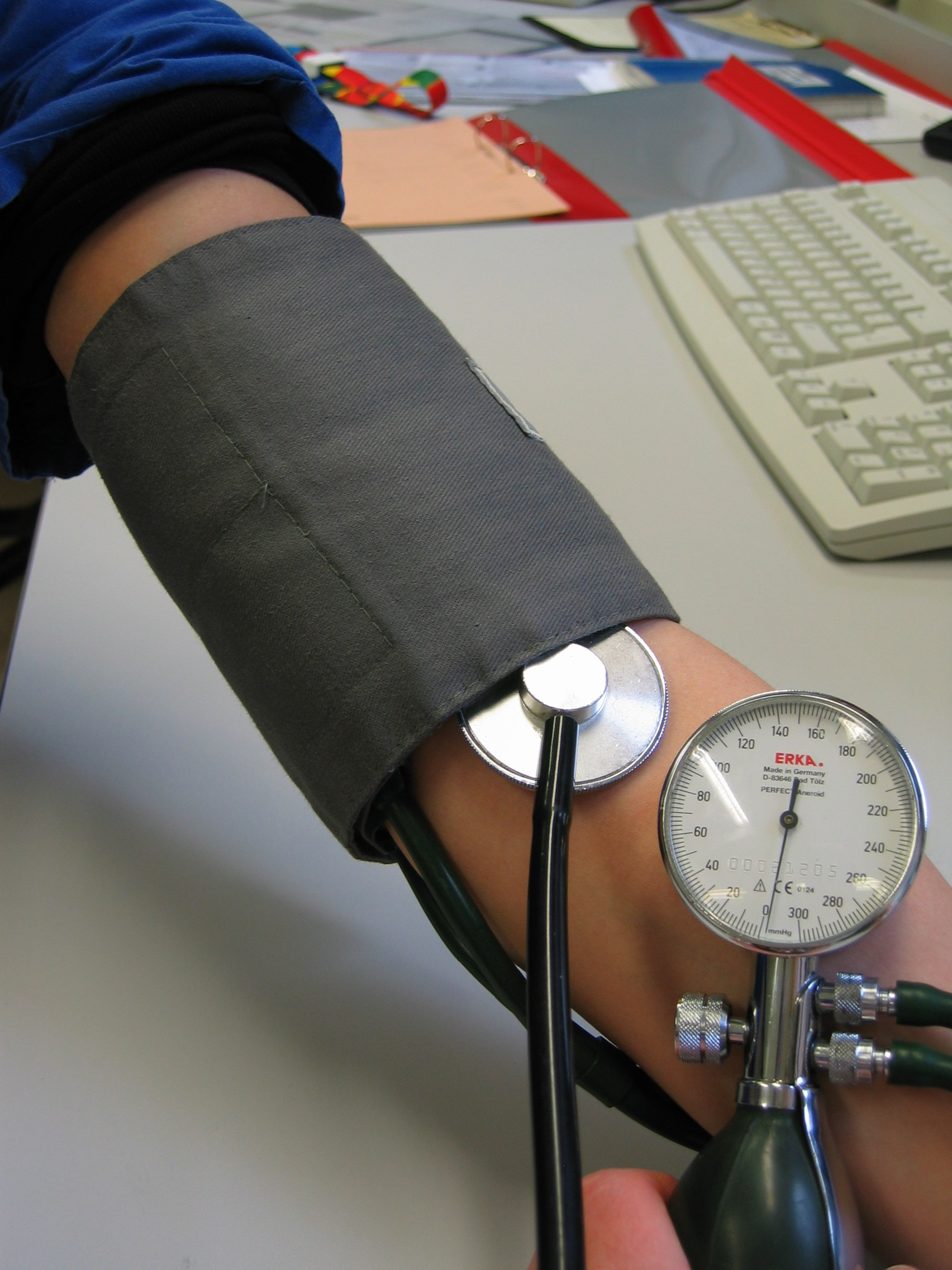
혈압계 커프

MAP을 찾는 또 다른 방법은 등가된 전신 혈관 저항({\displaystyle R})을 사용하는 것이다. 이는 수학적으로 다음 공식으로 표현된다.
{\displaystyle R=\Delta P/Q}
여기서 {\displaystyle \Delta P}는 전신 순환의 시작부터 끝까지의 압력 변화이고 {\displaystyle Q}는 혈관을 통한 흐름(심장 출력과 동일)이다.
즉:
{\displaystyle SVR=(MAP-CVP)/CO}
따라서 MAP은 방정식을 다음과 같이 재배열하여 결정할 수 있다.
{\displaystyle MAP=(CO\cdot SVR)+CVP}
여기서:
- {\displaystyle CO}는 심박출량이다.
- {\displaystyle SVR}은 전신 혈관 저항이다.
- {\displaystyle CVP}는 중심 정맥압이며 일반적으로 이 공식에서 무시할 만큼 작다.[8]

{\displaystyle MAP\approx CO\cdot SVR}
이는 정상 휴식 심박수에서만 유효하며, 이때 {\displaystyle MAP}는 측정된 수축기({\displaystyle SP}) 및 이완기({\displaystyle DP}) 혈압을 사용하여 근사할 수 있다.

## 같이 보기
- 평균 체혈압
- 허파쐐기압(폐쐐기압)
- 순응도 (생리학)